# Beringshavsfrågan
Beringshavsfrågan var en diplomatisk konflikt mellan USA och Storbritannien rörande fiskerirättigheter i Berings sund.
Sedan USA 1867 köpt Alaska beslutade USA:s kongress 1869-1871 att kraftig inskränka rättigheterna till säljakt på Pribiloföarna och "angränsande vatten". Formuleringen gav senare en mycket vid tolkning och ledde 1886 till en diplomatisk konflikt mellan USA och Storbritannien, där Storbritannien hävdade att amerikansk lag inte gällde utanför en tremilsgräns av amerikanskt territorialvatten. Efter långvariga förhandlingar beslutade man vid en konferens i Washington 1892 att hänskjuta frågan till en internationell skiljedomstol. Denna avdömde 1893 huvudsakligen till Storbritanniens fördel. Senare avtal kom dock att göra frågan överspelad. 